# 나주초등학교
나주초등학교는 대한민국 전라남도 나주시 남외동에 있는 공립 초등학교이다.

## 학교 연혁
- 1897년 4월 1일 나주공립소학교 설립
- 1907년 4월 1일 사립 금릉학교 설립
- 1907년 5월 20일 공립나주보통학교로 통합 개교
- 1911년 11월 1일 나주공립보통학교(4년제)로 개칭[1]
- 1921년 4월 1일 6년제로 개편
- 1938년 4월 1일 나주대정공립심상소학교로 개칭[2]
- 1941년 4월 1일 나주대정공립국민학교로 개칭[3]
- 1947년 4월 1일 나주공립국민학교로 개칭
- 1950년 6월 1일 나주국민학교로 개칭[4]
- 1984년 3월 1일 병설유치원 개원
- 1996년 3월 1일 나주초등학교로 개칭[5]
- 1999년 9월 1일 이화분교장 편입
- 2006년 6월 1일 개교 100주년 기념관 개관[6][7]
- 2007년 5월 20일 개교 100주년 행사 개최[8]
- 2008년 2월 14일 인조 잔디 운동장 착공식
- 2008년 3월 1일 이화분교장 통폐합
- 2008년 11월 18일 도서관 개관식
- 2015년 2월 23일 체육관(이화관) 리모델링 공사 완공
- 2018년 2월 9일 제107회 졸업식(졸업생 116명, 총 22,240명)
- 2018년 9월 1일 제48대 김영증 교장 부임
- 2019년 2월 15일 제108회 졸업식(졸업생109명, 총 22,349명)
- 2020년 1월 8일 제109회 졸업식(졸업생 116명, 총 22,464명)
- 2021년 1월 12일 제110회 졸업식(졸업생 101명, 총 22,565명)

## 학교 상징
- 교화 - 배꽃(위로, 위안, 온화한 애정) : 위로, 온화한 애정, 위안을 상징하는 배꽃을 교화로 삼아 본교의 학생들이 남을 배려하고 사랑할 줄 아는 온화한 사람으로 성장하라는 뜻을 담았다.
- 교목 - 은행나무(의지, 기상) : 쓰임새가 다양한 은행나무를 교목으로 삼아 굳센 의지와 기상을 다져 21세기를 이끌어 갈 주역으로 자라기를 바라는 뜻을 담고 있다.
- 교색 - 녹색(꿈, 의지) : 노오란 우리 꿈나무들의 여린 새싹의 색깔들이 학교 생활을 통하여 푸르르게 영글어 녹색 본연의 색깔 되어 더욱 알차고 힘차게 학교 생활을 하면서 교과 학습은 물론 자기 주도적 학습력을 가지고 자신의 소질과 적성을 가꾸는데 최선을 다하여 꿈과 의지를 가지라는 뜻입니다

## 참고 자료
- 나주초등학교 - 한국교육학술정보원 학교알리미